# Gleisverwerfung

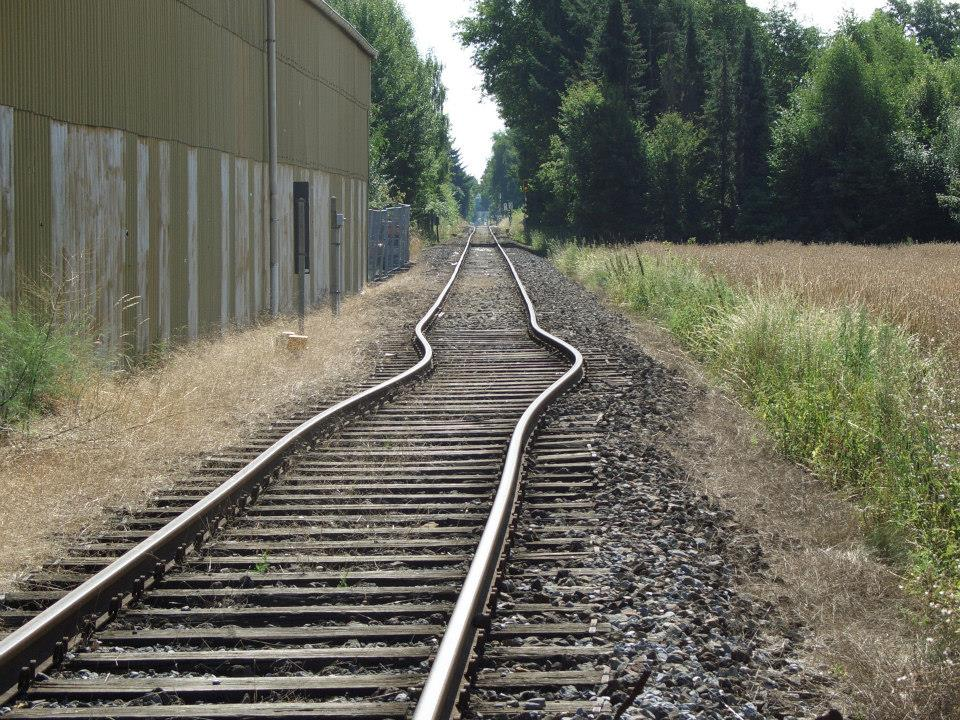
Gleisverwerfung in Gütersloh auf der Teutoburger Wald-Eisenbahn

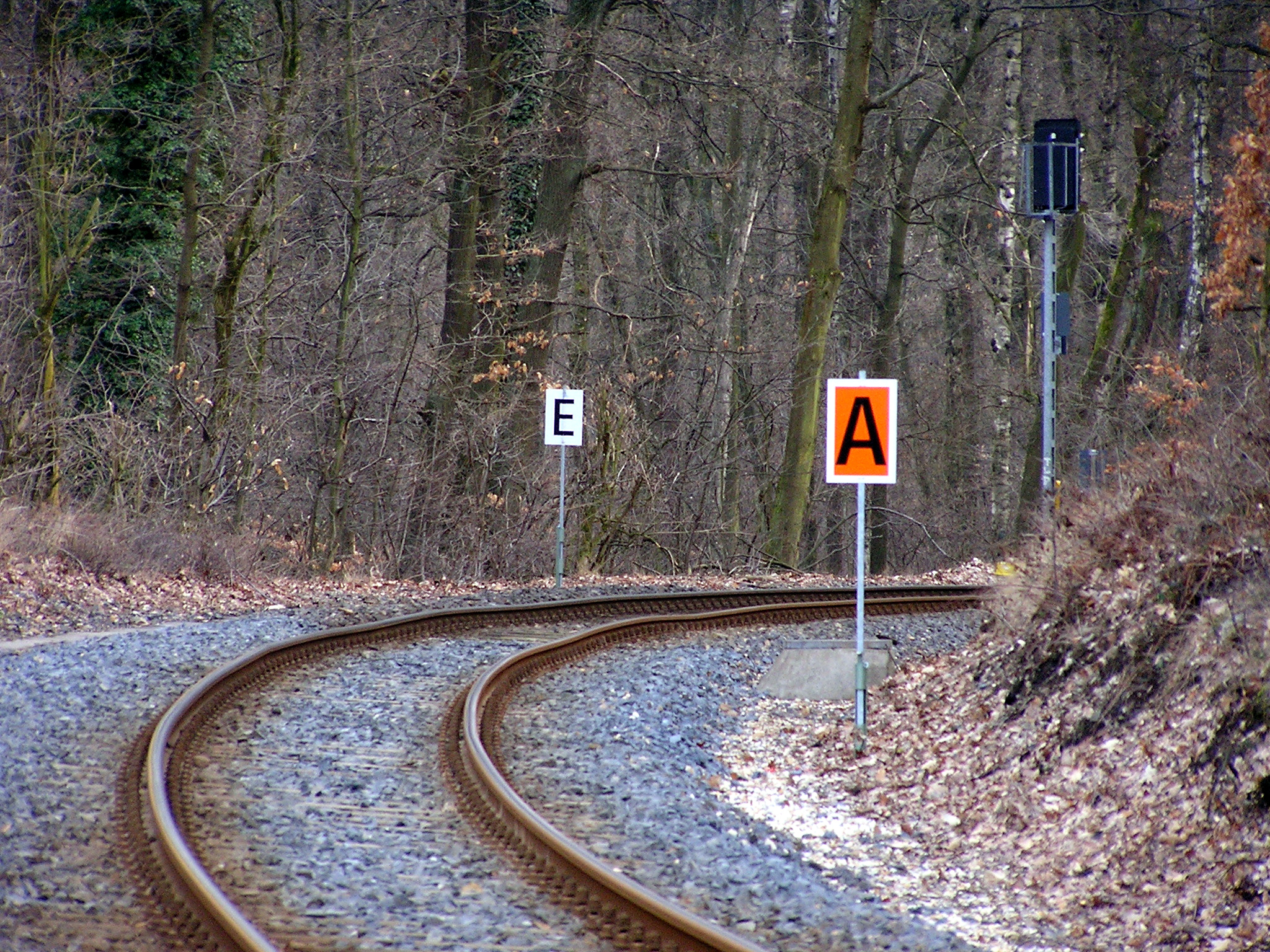
Eine als Langsamfahrstelle gekennzeichnete leichte Gleisverwerfung.

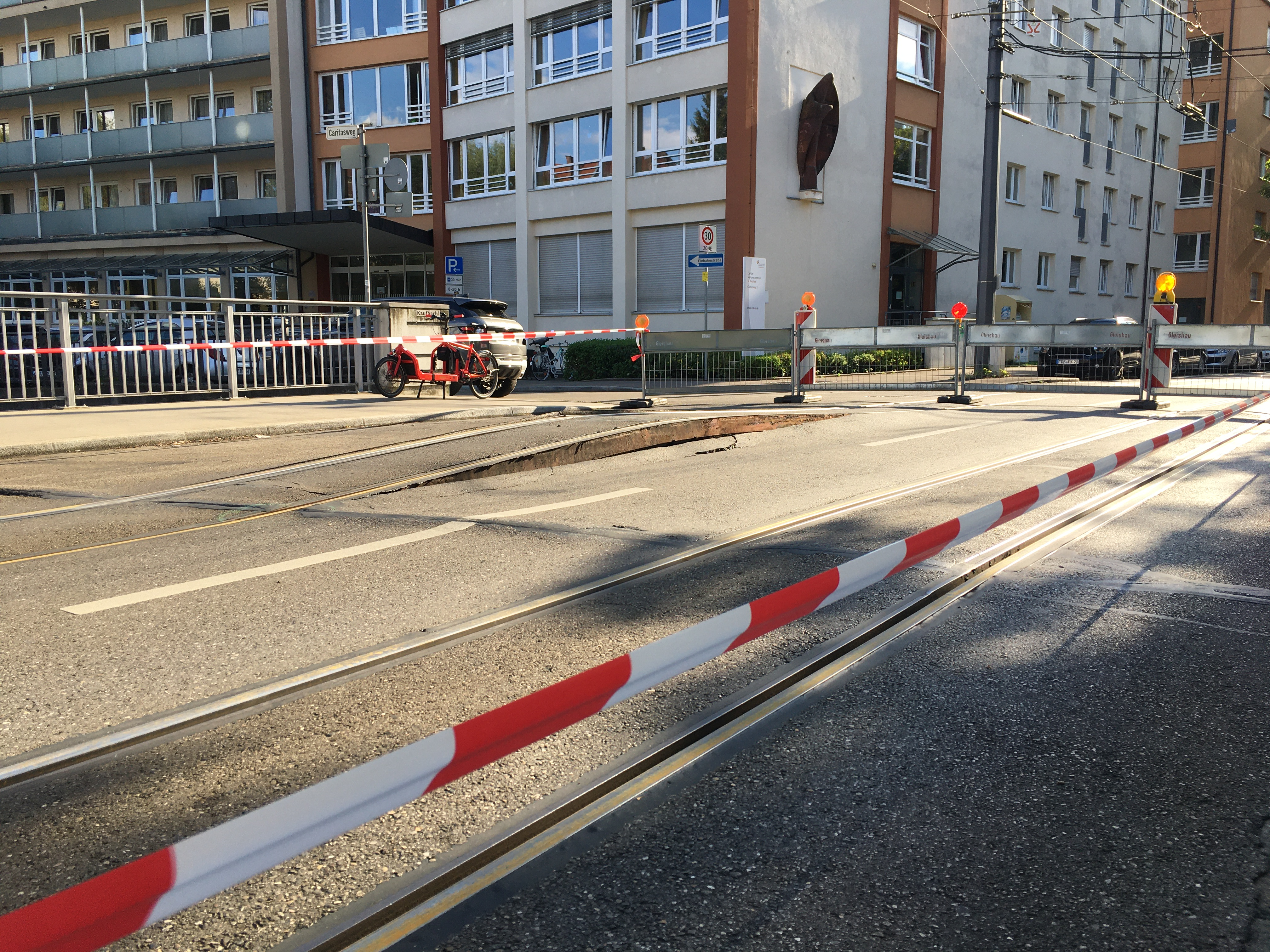
Straßenbahngleis über eine Brücke in Augsburg.

Eine Gleisverwerfung ist eine unbeabsichtigte Verformung von Eisenbahn- oder Straßenbahngleisen, die ein gefahrloses Befahren des betroffenen Gleises nicht mehr erlaubt. Gleisverwerfungen entstehen in der Regel durch thermische Ausdehnung der Schienen bei großer Sommerhitze.

## Ursachen und Entgegenwirken
Früher wurde die Längenausdehnung durch Dehnungsfugen aufgenommen. Heute sind Eisenbahngleise so ausgelegt, dass die thermischen Kräfte, die zu einer Ausdehnung der Schienen bei Wärme führen würden, vom Oberbau, also den Schwellen und dem Gleisbett, aufgenommen werden, also keine Ausdehnung der Schienen stattfindet. Kann der Oberbau diese Kräfte nicht mehr aufnehmen, beispielsweise aufgrund mangelhafter Verlegung, mangelhafter Unterhaltung oder extremer Hitze, kommt es dennoch in seltenen Fällen zu einer Ausdehnung der Schienen, so dass der Gleisstrang verformt wird und Schlangenlinien bildet. Wird eine solche Gleisverwerfung nicht rechtzeitig entdeckt, kann es zu einem Unfall etwa durch Entgleisung kommen. Eine Gleisverwerfung kann sich unmittelbar im Augenblick des Befahrens ausbilden, da hierbei zusätzliche dynamische Kräfte durch das Schienenfahrzeug auf ein bereits stark belastetes Gleis wirken können.
Bei den Österreichischen Bundesbahnen (ÖBB) wurden während der Hitzewellen in Europa 2019 Schienen testweise weiß angemalt, um durch eine Erhöhung der Lichtreflektion die Erhitzung des Stahls zu minimieren. Da Brückenkonstruktionen je nach Länge selbst schon eine Dehnungsfuge von wenigen Zentimetern bis zu mehreren Dezimetern besitzen, muss sich auch das Gleis in diesem Bereich stauchen oder dehnen können. Hierzu werden so genannte Schienenauszüge verwendet.
Daneben verursachen aber auch Frosthebungen Verwerfungen, wenn die Schwellen verschoben werden – dem wird durch ein technisch ordentlich aufgebautes Gleisbett entgegengewirkt. Anderweitige Lockerungen der Schwellen verhindert man durch sauberes Verdichten des scharfkantigen Gleisschotters. Weitere Ursachen sind diverse kleinräumige Bewegungen des Untergrunds, Unterspülungen durch Hoch- oder Grundwasser, Wurzeleinwuchs durch zu nahe stehende Bäume, und anderes mehr.
Bei alten, ungepflegten Strecken kann es dadurch zu erheblichen Höhen- und auch Querverwerfungen kommen. Da die Schienen auf der Schwelle zueinander fixiert sind, treten Spurfehler, die zum direkten Entgleisen führen, erst auf, wenn in einem Bereich mehrere Schwellen zerstört sind. Bis dahin bleibt die Strecke meist notdürftig langsam befahrbar.

## Häufigkeit
- Im rund 7200 km langen Streckennetz der SBB kommt es jährlich zu rund 5 bis 15 Gleisverwerfungen, bei denen die Schienen mehr als 50 mm von ihrer nominellen Spurweite abweichen. Die Stellen können hier in der Regel gefahrlos, aber mit verminderter Geschwindigkeit, befahren werden.[2]
- Im Streckennetz der ÖBB mit einer Länge von etwa 5000 km kommt es jährlich zu sehr wenigen Gleisverwerfungen.[3]